# Ura (Ungheria)
Ura è un comune dell'Ungheria di 739 abitanti (dati 2001). È situato nella contea di Szabolcs-Szatmár-Bereg.